# Bulduk
Bulduk (kurdiska: Bulduq eller Gundê Bulduq) är en ort i distrikten Cihanbeyli i provinsen Konya, Turkiet. Befolkningen i orten består främst av kurder.
Bulduk har en av de äldsta bosättningarna i regionen. Det sägs att den befintliga herrgården i kommunen är ruiner från hettiterna.[källa behövs] Tecken i de underjordiska grottorna, de historiska resterna och steninskriptioner visar att bysantinerna bodde där. Folket i dagsläget som är bosatta i Bulduk, bosatte sig i området så sent som 1800-talet.
Enligt den tyske geografen, Wolf-Dieter Hütteroth, grundades Bulduk mellan 1853 och 1855. Bulduk består av invånarna som tillhör klanen Sêfkan. Medlemmar i klanen Sêfkan som i sin tur ingår i den stora kurdiska stammen, Reşwan. Det är känt att Reşwan-stammen kom från Hısn-ı Mansur regionen (Adiyaman).
Invånarna i kommunen talar kurdiska (kurmancî). Dialekten som talas i orten är en västlig dialekt likt det som talas i Adıyaman, Kahramanmaraş och Malatya.
Bulduk ligger 142 km från Konya och 43 km från Cihanbeyli. Celep ligger i östra delen av kommunen, Kozanlı och Yeşilyurt ligger i norr, Çölyaylası och Küçükbeşkavak ligger i nordväst, Kütükuşağı i väst och Yeniceoba i söder.
Kommunala organisationen etablerades 1986 och är sedan 2012 administrativt en stadsdel till Cihanbeyli.